# Gory Sodruzhestva
Gory Sodruzhestva är ett berg i Antarktis. Det ligger i Östantarktis. Australien gör anspråk på området. Toppen på Gory Sodruzhestva är 1 181 meter över havet.
Terrängen runt Gory Sodruzhestva är platt åt nordost, men åt sydväst är den kuperad.  Trakten är obefolkad. Det finns inga samhällen i närheten.